# La Colombe (album)
Pour les articles homonymes, voir La Colombe.
Albums de Soprano
de Puisqu'il faut vivre à La Colombe
(2010) Le Corbeau
(2011)
Singles
1. Crazy
Sortie : 14 juin 2010
2. Darwa
Sortie : 14 juin 2010
3. Hiro (featuring Indila)
Sortie : 15 septembre 2010
4. Châteaux de sable (featuring Awa Imani)
Sortie : 30 septembre 2010

La Colombe, sorti le 4 octobre 2010, est le second album solo du rappeur marseillais Soprano des Psy 4 De La Rime. La réédition de l'album sort le 18 mars 2011 et s'intitule La Colombe et Le Corbeau comprenant l'album et un nouvel opus intitulé Le Corbeau.

## Liste des titres
| No  | Titre                                           | Auteur                        | Producteur(s)  | Durée |
| --- | ----------------------------------------------- | ----------------------------- | -------------- | ----- |
| 1.  | La colombe et le corbeau                        | Soprano                       | Mej            | 3:08  |
| 2.  | Crazy                                           | Soprano                       | Elio           | 3:48  |
| 3.  | Darwa                                           | Soprano                       | Skalpovich     | 3:14  |
| 4.  | Sur la lune                                     | Soprano, Constantine Windaman | Ghenay         | 4:39  |
| 5.  | Hiro (featuring Indila)                         | Soprano                       | Skalpovich     | 4:41  |
| 6.  | Starting block (featuring Redk)                 | Soprano, RedK                 | Tommy Djibz    | 4:12  |
| 7.  | Chateaux de sable (featuring Awa Imani)         | Soprano                       | Skalpovich     | 4:22  |
| 8.  | Je rêvais                                       | Soprano                       | Mej            | 1:50  |
| 9.  | Ce qu'on laisse à nos mômes                     | Soprano                       | Soprano        | 3:01  |
| 10. | Speed                                           | Soprano, Gee Futuristic       | Gee Futuristic | 3:23  |
| 11. | Je serais là                                    | Soprano                       | Skalpovich     | 6:12  |
| 12. | On a besoin de toi (featuring Amadou et Mariam) | Soprano, Amadou et Mariam     | Elio           | 4:24  |
| 13. | A la Usain Bolt (featuring Psy 4 de la rime)    | Soprano, Alonzo, Vincenzo     | Tommy Djibz    | 5:04  |
| 14. | Accroche-toi à mes ailes                        | Soprano, houss                | Houss          | 5:27  |

### Crédits
Les crédits sont adaptés depuis Discogs

#### Interprètes
- Chant : Soprano
- Chants additionnel : Constantine Windaman (4), Indila (5), Redk (6), Awa Imani (7), Amadou et Mariam (12), Psy 4 de la Rime (13), Segnor Alonzo (13), Vincenzo (13)

#### Équipe de production
- Coordinateur A&R : Mej
- Design : Aka
- Management, Producteur Executif  – Only Pro
- Masterisation : Eric Chevet
- Mixe : Tommy Uzzo
- Production : Mej (1, 8), Elio (2, 9, 12), Skalpovich (3, 5, 6, 7, 11, 13) Nelson Leeroy (1, 5, 7)
- Enregistrement : Mej (1, 4, 6, 8, 11, 13, 14), Laurent Jais (12), Nelson Leeroy (2, 3, 5, 7, 9, 10, 12)
- Assistant enregistrement : Mej (2, 3, 5, 7, 9, 10)

## Contenu
- Dans le morceau Crazy, Soprano parodie la nouvelle génération.
- Dans le morceau Hiro, Soprano cite les choses qu'il aurait aimer faire s'il avait le pouvoir de Hiro Nakamura.
- Dans le Morceau Châteaux de Sable en Duo avec Awa Imani, Soprano dénonce les problèmes et séparations de couples.
- Le morceau Je rêvais est un interlude dans lequel Soprano reprend la chanson Un autre monde de Téléphone.
- Dans le morceau Je serai là, Soprano rend hommage à sa mère, sa femme et sa fille.

## Réception
L'album a atteint la tête des ventes en France et s'est écoulé à plus de 190 000 exemplaires. À cela s'ajoutant les 20.000 ventes de l'album Le Corbeau, comptabilisant au total 210.000 exemplaires vendus.

## Classements
| Pays           | Meilleure position | Semaines |
| -------------- | ------------------ | -------- |
| France         | 1                  | 38       |
| Suisse romande | 2                  | 16       |
| Suisse         | 18                 | 6        |
| Belgique       | 5                  | 29       |

| Année | Titre | Meilleure position | Meilleure position | Album      |
| Année | Titre | FRA                | BE-W               | Album      |
| ----- | ----- | ------------------ | ------------------ | ---------- |
| 2010  | Hiro  | 26                 | 29                 | La Colombe |

## Clips
- 25 juin 2010 — Darwa
- 26 juillet 2010 — Crazy
- 19 novembre 2010 — Hiro (featuring Indila)